# Балка Комаленка
Балка Комаленка — балка (річка) в Україні у Первомайському й Балаклійському районах Харківської області. Права притока річки Кисіль (басейн Сіверського Дінця).

## Опис
Довжина балки приблизно 5,34 км, найкоротша відстань між витоком і гирлом — 4,59  км, коефіцієнт звивистості річки — 1,16 . Формується декількома струмками та загатами. На деяких ділянках балка пересихає.

## Розташування
Бере початок на північному заході від села Кам'янква. Тече переважно на південний схід через село Кам'янку і на північно-західній стороні від села Сумці впадає у річку Кисіль, ліву притоку річки Береки.

## Притоки
Балка Перерізна — права притока, протікає через село Перерізнівка.

## Цікаві факти
- Від витоку балки на північно-західній стороні на відстані приблизно 2,44 км пролягає автошлях Т 2110[4] (територіальний автомобільний шлях в Україні, Кегичівка — Первомайський — Балаклія — Шевченкове. Проходить територією Кегичівського, Первомайського, Балаклійського, Чугуївського, Шевченківського районів Харківської області.).
- У XX столітті на балці існували птице-тваринна ферма (ПТФ), газгольдер та газова свердловина[3].